# 工業国
工業国（こうぎょうこく、industrialized country）とは、工業化の進展した国、あるは進展した後の状態にある国を指す

## 概要

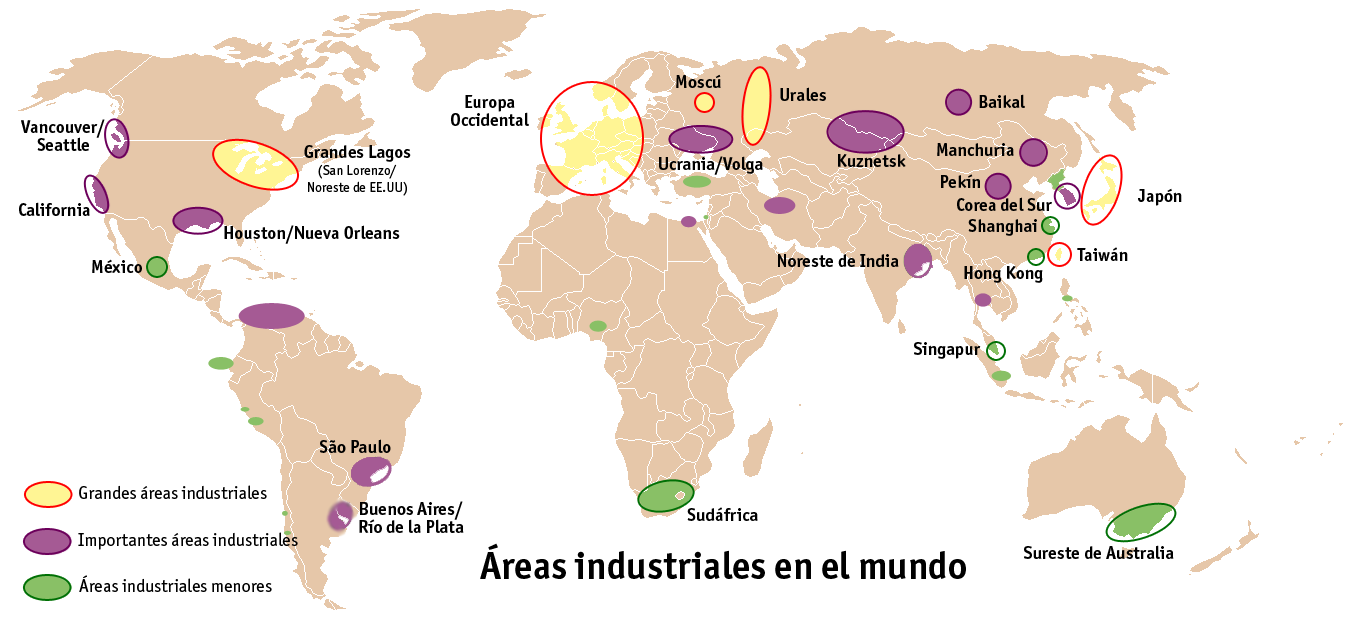
世界の工業地帯

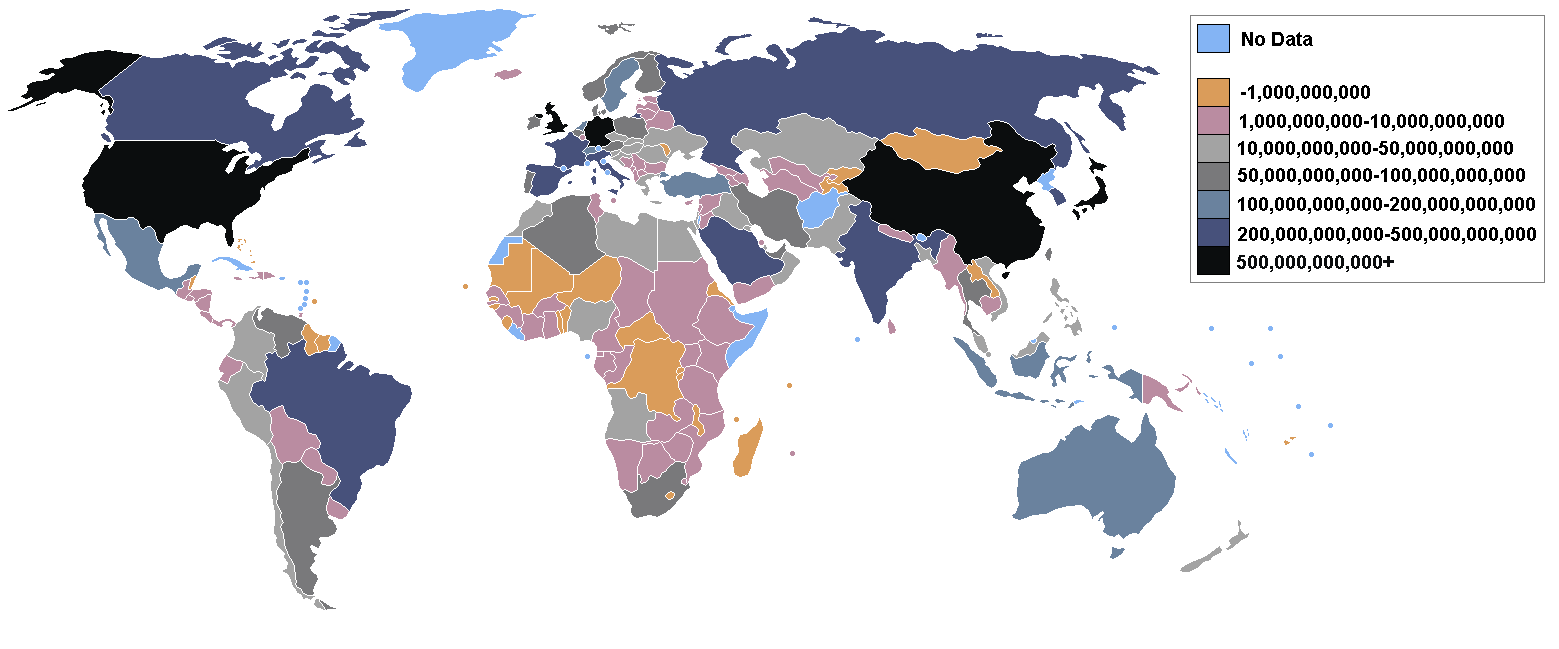
各国工業生産

多くの国で、歴史的には農業が産業のほとんどを占めていた。産業革命以後、英国を筆頭に国内産業の工業化が進展する国が現れた。工業の成長が農業のそれを相対的に上回った国では、付加価値生産に占める農業の割合が低下し、工業が大きな割合をしめるようになった。このような国を工業国と呼ぶようになった。
工業国は、経済成長や軍事力形成において優位に立っていたため、世界経済に占める割合が高まり、国際社会において発言力を持つようになった。このような工業国は、出現した19世紀当時は列強と呼ばれ、現在は先進国と呼ばれている。
当初、英国が最初の工業国となったが、以後、西欧、アメリカ、ロシア、日本と世界各地に工業国が出現した。
第二次世界大戦後は、世界経済の歴史的成長の中で、既存の工業国以外でも工業化が大きく進展。現在も発展を続ける多数の工業国が生まれた。
（図の単位はkgである。）